# Danh sách nhân vật trong Shin – Cậu bé bút chì
Đây là danh sách nhân vật trong series anime và manga Shin – Cậu bé bút chì được sáng tác bởi Usui Yoshito.
Cậu bé Cu Shin đã góp Phần tạo nên sự vui nhộn và hài hước cho bộ phim hoạt hình Shin -cậu bé bút chì

## Các nhân vật

### Gia đình Nohara
- Nohara Shinnosuke (野原 しんのすけ?)

Tên gọi tắt là Shin, là nhân vật chính của bộ truyện và là con trai trưởng của gia đình Nohara. Do ảnh hưởng của bố mẹ nên Shin hay có những phát ngôn làm người lớn khó xử, hay những cách ứng xử khiến cho cô giáo và những người xung quanh phải bực mình hay buồn cười. Cậu thích bánh gấu, bánh flan (giống em của mình), chơi đồ chơi và tạp chí hoa hậu bãi biển; thích trò chuyện với những cô gái xinh đẹp... Thêm vào đó, cậu thích hát (hầu hết là những bài nhảm nhí do cậu tự bịa ra), hóa trang thành những những vật khác (đều là các nhân vật nhảm nhí)và vẽ. Cậu còn hay đãng trí và có tính hay nói sai chính tả. Shin thường xuyên bày trò quậy phá cả ở nhà lẫn những nơi công cộng. Nhân vật nói nhiều câu trống không, gọi chủ hiệu sách là “cô bọ ngựa”, bảo mẹ “ngáo ộp ki bo khó tính”, nhại lại giọng phụ huynh, tự ý dùng đồ khi người lớn chưa cho phép, tuột khăn quấn của mẹ khi mẹ đang nằm ngủ trên bãi biển… Vì tính tình quậy phá nên bố mẹ cậu thường xuyên phải dọn dẹp những trò mà chú nhóc bày ra. Mọi người hay gọi cậu là siêu quậy, tuy nhiên đôi lúc cậu cũng ra giúp mọi người (nhiều lúc là người bạn thân Masao, có lần cậu cũng đã giúp một bà lão qua cầu vượt). Bố mẹ Shin đã bao nhiêu lần vấp phải những tình huống dở khóc dở cười khi cậu con trai lặp lại y những gì mình đã làm, nhưng cuối cùng họ chỉ có thể hoặc cho cậu một trận đòn, hoặc mắng cậu,cốc hoặc dắt cậu bỏ đi thật nhanh. Cái hồn nhiên ngây thơ của Shin đã nhiều lúc lật mặt những kẻ xấu, đặc biệt là những người lớn, khiến cho họ phải xấu hổ. Thật đáng nói, Shin rất ngốc, giải thích nhiều lần nhưng vẫn hay quên (vì Shin cứ đụng đâu quên đó). Shin lần nào cũng lì lợm, ai nói cũng không nghe, đặc biệt là người lớn phải chịu thua Shin (vì Shin hay tinh ranh). Nhiều lần, Shin hay tổ chức bốc thăm và nhận phiếu bốc thăm trúng thưởng tại cửa hàng bánh kẹo. Bình thường, thì phải mắng mới nên người, Shin không nghĩ nó nên người mà còn nghĩ nó là thứ gây oan ức. Thế nhưng, Shin là người không hiểu gì. Cu cậu lại không biết xấu hổ hay ngại, mặc dù ai cũng khuyến cáo phải biết ngại nhiều lần. Shin sợ nhất vị đắng. Nhưng cu cậu cũng thông minh được một tý, nhưng Shin ghét ớt chuông và mướp đắng. Mọi trò chơi thì Shin chiến thắng một cách dễ dàng (đặc biệt là Shin chiến thắng nhờ tính cách của mình). Shin lại sử dụng mông điêu luyện. Đàu óc của Shin như ông cụ non. Biết rồi, ông cụ non là người còn ít tuổi mà giọng lưỡi đã như một người già. Chắc Shin cũng vậy.
Lồng tiếng Việt: Đặng Hoàng Khuyết
- Nohara Hiroshi (野原 ひろし?)

Bố của Shin, hay bị hớp hồn bởi các cô gái trẻ xinh đẹp chẳng khác gì Shin và thích ăn nhậu. Anh luôn bất mãn về việc làm trưởng nhóm trong 1 công ty đã được 2 năm mà vẫn chưa được thăng chức. Hiroshi yêu những ngày Chủ Nhật vì được "ngủ nướng" sau một tuần vất vả và chơi với các con của mình. Anh là một người chồng sợ vợ, thường hay bị vợ "bạo hành" khi không làm việc nhà được giao hay "quậy phá" cùng Shin (mặc dù phần lớn do Shin gây ra). Tuy vậy, Hiroshi rất yêu thương và luôn cố gắng gìn giữ hạnh phúc cho gia đình của mình. Đôi lúc anh với Misae - vợ anh - đã cãi nhau ầm ĩ (vì bố nghĩ công việc là chân chính nhưng mẹ nghĩ nội trợ mới là chân chính vì mẹ nghĩ công việc như giải trí, hoặc chuyện son môi trên áo) rồi đòi ly dị nhưng cuối cùng cả hai cũng giải hòa vì con cái và hạnh phúc gia đình (Hoá ra, bố Shin hay dạy Shin đủ thứ như: nói dối để không bị đánh đòn,...).
- Nohara Misae (野原 みさえ?)

Mẹ của Shin, cô có tính ki bo, tiết kiệm quá đáng. Thích săn lùng hàng giảm giá và miễn phí, tán chuyện với hàng xóm, bạn bè (qua điện thoại), đi dạo quanh quầy thực phẩm ở các khu trung tâm mua sắm để được thưởng thức đồ ăn thử miễn phí. Cô luôn nghĩ mình còn trẻ đẹp (và rất ghét khi bị ai đó chê mình già). Misae là người dễ bị kích động (thường bị shin chọc giận vì những trò quậy phá của cu cậu), đôi lúc lười làm việc nhà, mua đồ xong thì cả thèm chóng chán. Tuy nhiên cô rất quan tâm đến gia đình. Mỗi khi chồng mình bị mê bởi các cô gái đẹp thì cô luôn nện cho Hiroshi một trận. Đặc biệt, Shin hay lôi nhiều bí mật khiến cô hay xấu hổ trước mặt người ngoài (bí mật: ăn vặt, béo ú, xấu xí, xem tivi, gian lận tuổi tác, ngủ trưa. Đây là bí mật mà Shin kể với hàng xóm mà đến nỗi cô không dám thò mặt ra ngoài).
- Nohara Himawari (野原 ひまわり?)

Em gái của Shin, nghịch ngợm chẳng khác gì anh trai. Thích những chàng trai trẻ đẹp như mẹ Misae và rất thích những món đồ trang sức lấp lánh. Đồ ăn ưa thích của cô bé là bánh flan. 
- Shiro (シロ?)

Bản tiếng Việt có tên là "Bạch Tuyết". Cún cưng của nhà Nohara, rất thân với cậu chủ Shin của mình, kể cả khi Shin không quan tâm lắm tới Bạch Tuyết và luôn bảo vệ cả gia đình Nohara. Rất thích Megi, là bạn gái của nó.

### Họ Nohara (nhà bên nội của Shin)
- Nohara Semashi (野原 せまし?)

Anh trai của Hiroshi, một người rất ki bo, khó tính, lúc nhỏ rất hay tè dầm.
- Nohara Ginnosuke (野原 銀の介?)

Ông nội của Shin, rất yêu thương Shin và bé Himawari, tính cũng háo sắc, nghịch ngợm và thích xem tạp chí các cô gái đẹp mặc bikini như Shin. 65 tuổi. Giống như con trai và cháu trai của mình, Shin-chan, anh ấy thích nhìn những phụ nữ trẻ xinh đẹp. Ông cũng thích làm những điều kỳ lạ với cháu trai của mình và đã dạy nó nhiều thói quen của mình. Sự xuất hiện của anh ấy trong chương trình tương đối phổ biến hơn các nhân vật phụ khác. Cũng như Shin-chan, anh được gọi một cách trìu mến là Gin-chan. Khi đến thăm Noharas (thường là một mình), ông luôn ở lại lâu hơn nhiều so với con dâu Misae mong muốn, dẫn đến xích mích giữa hai người. Anh ấy chào đón gia đình theo nhiều cách kỳ lạ (và thường xấu hổ) bất cứ khi nào họ đến thăm Akita (nơi Ginnosuke và vợ anh ấy sống), chẳng hạn như ăn mặc như các nhân vật trong phim khác nhau. Một trò đùa khác trong loạt phim là bất cứ khi nào anh ta thông báo với gia đình rằng anh ta sẽ đến thăm họ (qua điện thoại hoặc bưu điện), thì anh ta đột nhiên xuất hiện ngay lập tức, gây sốc cho gia đình. Vợ anh ấy là Tsuru Nohara. Ông có một mối quan hệ rất tồi tệ với Yoshiji Koyama. Ông ấy cũng rất giỏi về ảo thuật.
- Nohara Tsuru (野原 つる)

Bà nội Shin, cũng luôn luôn mệt đầu vì thói háo sắc và nghịch ngợm của ông nội như Misae với Shin. 62 tuổi. Phản ứng của cô đối với hành vi hơi ngoại tình của chồng cũng tương tự như Misae, mặc dù không bạo lực bằng. Mặc dù cô ấy có vẻ trưởng thành hơn chồng mình, cô ấy hành động kỳ lạ hơn trước mặt các cháu của mình là Shinnosuke và Himawari. Cô rất hợp với mẹ của con dâu, Koyama Hisae.

### Họ Koyama (nhà bên ngoại của Shin)
- Koyama Masae (小山 まさえ?)

Chị gái của Misae và là bác gái của Shin, giáo viên môn Nhật ngữ, một bà bác tính khí kì cục và rất tinh quái chẳng kém gì Shin. Cô ấy đã 35 tuổi và vẫn độc thân. Lần xuất hiện đầu tiên của cô diễn ra trong tập 130a. Cô ấy sống ở Kumamoto (Nhật Bản), vì vậy sự xuất hiện của cô ấy trong chương trình rất hiếm. Cô ấy chia sẻ một số trò hề tinh nghịch giống như Shin-chan và Ginnosuke, mặc dù có thể Misae đã học được một số động tác của cô ấy từ cô ấy. Cô ấy thích trêu chọc Misae. Cô dạy tiếng Nhật tại một học viện.
- Koyama Musae (小山 むさえ?)

Em gái Misae và là dì của Shin, tính rất lười, ưa ngủ ngày, dễ làm người khác sao nhãng và mất tập trung. Cô mơ ước được là một nhiếp ảnh gia chuyên nghiệp. Bây giờ cô đang làm cho Studio Barracuda cùng với Renzu, một nhiếp ảnh gia chuyên chụp trẻ em. Cô yêu thích nhiếp ảnh và muốn trở thành một nhiếp ảnh gia nhưng cha cô muốn cô làm việc trong một văn phòng.
Cô tức giận khi cha cô không cho phép cô trở thành một nhiếp ảnh gia. Cha cô cũng tức giận và bảo cô ra khỏi nhà ông. Cô đi đến Kasukabe, nơi em gái cô sống. Trong thời gian ngắn ngủi ở đó ba tháng, cô đã gặp rắc rối với Shin-chan rất nhiều. Đôi khi cô ấy tức giận với anh ấy nhưng cô ấy rất thích anh ấy.
Cô ấy là một người yêu thương. Cô ấy nóng tính và đôi khi cô ấy rất tức giận. Cô là một người đầy tham vọng, luôn mơ về sự nghiệp nhiếp ảnh gia tưởng tượng của mình. Cô ấy rất lười biếng và thích ăn và ngủ mọi lúc. Căn phòng của cô ấy lúc nào cũng rất lộn xộn, điều này cho thấy rằng cô ấy không thích dọn dẹp như em gái mình.
Cô làm việc tạm thời trong Hiệu sách Kasukabe. Cuối cùng, khi cô đang chụp ảnh những đứa trẻ trong nhà trẻ, nhiếp ảnh gia chính thức của nhà trẻ đã nhận ra tài năng của cô và thuê cô làm trợ lý trong studio của mình. Nhờ đó, cô có thể ngừng sống với Nohara và có thể thuê ngôi nhà của riêng mình, hóa ra đó là cùng một ngôi nhà mà Noharas tạm thời ở: Matazure.
- Koyama Yoshiji (小山 よし治?)

Ông ngoại của Shin, đã từng là một phó hiệu trưởng của 1 trường tiểu học ở Kyushu, rất nghiêm khắc và hay cãi nhau với ông nội Shin, tính cách như bà nội Shin. Ông ấy 63 tuổi. Là một giáo viên đã nghỉ hưu, ông có tiêu chuẩn trang trí công cộng cao hơn nhiều so với Ginnosuke, cha của con rể ông. Hành vi cứng nhắc này của ông ấy đôi khi trở thành tràn cười cho Shin và một cuộc xung đột với Ginnosuke. Tuy nhiên, trong một tập phim, ông ấy phát hiện ra rằng cả Shin và Ginnosuke đều thích ông ấy. Ông ấy luôn cãi vã và đánh nhau với Ginnosuke bất cứ khi nào họ gặp nhau.
Mặc dù ông ấy khá cứng đầu (một đặc điểm đã truyền cho con gái và cháu trai của mình) và bảo thủ, ông ấy thực sự là một người chu toàn. Ông ấy cũng khá trẻ con trong một số trường hợp và tranh cãi với vợ Hisae Koyama về những điều rất nhỏ, điều này thường dẫn đến việc ông ấy và Ginnosuke "chạy trốn" đến nhà Nohara, gây ra nhiều rắc rối cho Misae. Ông ấy thích cháu trai của mình nhưng lại khó chịu vì thái độ của Shin. Trước đây ông ấy cũng sống với con gái Musae của mình, nhưng cô ấy đã rời bỏ ông ấy khi quyết định thực hiện ước mơ trở thành một nhiếp ảnh gia.
- Koyama Hisae (小山 ひさえ?)

Bà ngoại Shin, khác với tính cách ông ngoại, rất yêu thương các cháu và hiền lành. Là mẹ vợ 58 tuổi của Hiroshi Nohara. Bà kết hôn với Yoshiji Koyama và luôn tranh giành những điều nhỏ nhặt với ông. Cô xuất hiện trong các tập phim thường là cùng chồng. Bà ấy rất hòa thuận với Tsuru, vợ của Ginnosuke. Bà ấy tức giận với Musae, con gái út của mình. Tên của cô ấy có nghĩa là "được ban phước vĩnh viễn". Bà là em gái của Fusae.
- Koyama Fusae (小山 ふさえ?)

Là chị gái của Hisae, chị dâu của Yoshiji Koyama, dì ngoại của Misae Koyama, Masae và Musae, dì vợ của Hiroshi Nohara, và cũng là dì ruột của Shinnosuke Nohara và Himawari Nohara. Cô chỉ xuất hiện trong anime khi gia đình Noharas đến Kumamoto để thăm cha mẹ của Misae. Cô ấy 59 tuổi và cô ấy yêu tạp chí phỏng vấn hôn nhân Omiai.

### Trường mẫu giáo Futaba
Bản Anime gọi là trường mẫu giáo Futaba, nơi Shin đi học
- Kazama Toru (風間 トオル?)

Là thành viên duy nhất trong nhóm của Shin được gọi bằng họ chứ không phải tên của cậu.Cậu là học sinh học giỏi nhất lớp, con nhà giàu nên hay ăn diện. Kazama thường ghét Shin vì những trò trêu chọc của cậu như hay thổi vào tai của Kazama, nhưng sau khi đứng bét kì thi môn anh văn, và bị hiểu nhầm là đi ngoài ra quần, Shin đưa bạn về nhà, lúc đó Kazama mới hiểu chuyện đâu là tình bạn thật sự. Cậu còn thích xem phim hoạt hình Cô bé phép thuật Moe-P & Cô phù thủy nhỏ Mary mặt dù luôn mồm nói là không xem phim hoạt hình dành cho con gái. Kazama mới biết Shin thích những ai có tính giống mình (ví dụ: Kazama nói mình đẹp trai, học giỏi còn Shin nghĩ Kazama xấu trai, học dốt). 
- Sakurada Nene (櫻田 ネネ (Anh Điền Ni Ni)?)

Cô bé thích chơi trò đóng kịch gia đình, chơi đồ hàng và luôn luôn bắt nhóm Shin phải chơi cùng, nhất là Masao. Rất hung dữ y hệt mẹ nên các bạn rất sợ. Mỗi khi tức giận, thường lấy thỏ bông ra đánh để trút giận bị Shin nhìn thấy, từng được 1 bạn nam để ý.  
- Satō Masao (佐藤 マサオ?)

Cậu bé có đầu rất giống cơm nắm, nhút nhát rụt rè và mít ướt. Luôn bị các bạn gọi là đầu cơm nắm đặc biệt là Shin, hiền lành nên bị các bạn chọc ghẹo (nhất là các bạn bên lớp hoa hồng), hay khóc nhè, nhưng Masao rất thích Ai, mà Ai lại thích Shin nhưng không vì thế mà cậu bé ghét Shin, có lẽ vì Masao biết là Shin không thích Ai (vì Shin chủ yếu thích những chị gái xinh đẹp chứ không thích những bạn gái cùng trang lứa mà Shin hay nói là không thích chơi cùng bọn trẻ con). Có thể nói Masao là người bạn tốt nhưng hơi nhát.
- Bo (ボー Bō?)

Cậu bé có nước mũi thò lò hay làm trò với nước mũi và rất thích tìm hiểu các loại đá. Trông bề ngoài ngốc nghếch, nhưng thực ra rất thông minh.
- Suotome Ai (酢乙女 あい?)

Tiểu thư nhà đại gia có xe ô tô đắt tiền đưa đón còn có hẳn cả vệ sĩ đi theo và khi đến trường cô bé đi đến đều được trải thảm đỏ đến đây, cô chỉ cần vài câu nói hay nháy mắt là bọn con trai mê mẩn nhưng riêng Shin thì không, vì Shin lạnh lùng khác người nên Ai rất thích. Ai luôn doạ sẽ tố cáo những lần vô tình phá hoại đồ của chú Kuroiso để được đến nhà Shin.
- Yoshinaga Midori (吉永 みどり?)

Cô giáo dạy lớp Hướng Dương của Shin, rất yêu học sinh. Tuy nhiên khi học sinh nghịch ngợm (đặc biệt là Shin), cô rất hung dữ, có chồng là Ishizaka.
- Ishizaka Junichi (石坂 純一?)

Chồng của cô Yoshinaga, nhút nhát nhưng khi được Shin động viên thì rất mạnh mẽ. Rất chiều và yêu quý vợ mình và học sinh của vợ
- Ishizaka Momo (石坂 桃?)

Con gái của Midori và Junichi.(chỉ xuất hiện trong bản manga)
- Matsuzaka Ume (まつざか 楳?)

Thường gọi là ”Matsuda”. Cô giáo của lớp Hoa Hồng, cô không thích bị gọi là Ume, thích ăn diện, nóng tính và đôi khi cãi nhau với đồng nghiệp, nhưng cô rất quý học trò của mình (kể cả Shin), bạn trai là chú Tokuro- bác sĩ khoa chỉnh hình. Nhưng vì mất người yêu nên cố khá sốc, nhưng sau đó cô tự tin trở lại nhờ bức thư của Tokuro gửi về.
- Ageo Masumi (上尾 ますみ?)

Cô giáo thay cho cô Matsuzaka khi vào bệnh viện, có tính nhút nhát nhưng khi bỏ kính ra, Ageo rất hung dữ. Cô Yoshinaga và Shin đều nghĩ cô là người "đa nhân cách" . Có lần, được tới 3 anh muốn kết bạn. Hiện là cô giáo lớp Hoa Anh Đào 
- Takakura Bunta (高倉 文太?)

Hiệu trưởng mẫu giáo Action. Có khuôn mặt khá dữ tợn, có lúc làm cho học sinh trong trường mẫu giáo sợ hãi (có khi là hét toáng) và cả người ngoài mỗi khi nhìn thấy gương mặt ông nên đôi lúc làm ông cảm thấy buồn. Tuy vậy nhưng ông là người tốt và là người thầy hiền lành. Hay bị Shin gọi là "Đại ca xã hội đen" hay là "Bang chủ băng đảng xã hội đen". 
- Cô Takakura (高倉 夫人?)

Vợ của Takakura Bunta và là hiệu phó, cô cấp dưỡng của Trường mẫu giáo Action.
- Gyōda Tokurō (行田 徳郎?)

Người yêu cô Matsuzaka, đã mất trong một vụ khủng bố đánh bom khi đi tìm hoá thạch loài khủng long mũi lợn ở Nam Phi nên cô giáo Matsuzaka rất buồn.
- Atsukuru Shiizō (熱繰 椎造?)

Thầy giáo dạy thay cô Yoshinaga khi cô nghỉ vì sinh con. Rất thích hô hào khẩu hiệu và là một ông thầy đầy lửa nhiệt huyết. Đã từng bị Nene ghét vì sợ thỏ và thường hô hào khẩu hiệu.

### Gia đình Kazama
- Kazama Mineko (風間 峰子?)

Mẹ của Kazama. Cô ấy sống cùng với Kazama ở chung cư Cầy Hương, rất hiền lành nhưng cũng nghiêm khắc đối với Kazama vì muốn Kazama học giỏi và trở thành một người thành đạt sau này.
- Ba của Kazama (風間くんのパパ?)

Chồng của Kazama Mineko. Hiện đang đi công tác ở thành phố Perth tại Úc.
- Bác của Kazama

Anh trai của mẹ Kazama. Hiện đang định cư tại Vương quốc Liên hiệp Anh và Bắc Ireland.

### Gia đình Sakurada (Lưu ý: Nhà Sakurada hầu như tối nào cũng có mặt trăng đỏ)
- Sakurada Moeko (桜田もえ子?)

Mẹ của Nene. Đối với Nene thì cô là một người mẹ hiền lành và biết kiểm soát bản thân. Tuy nhiên, lại rất căm ghét Shinnosuke và mỗi khi bị cậu quậy phá hoặc ai đó khiến cô tức giận, mất bĩnh tĩnh thì cô liền rút vào chỗ riêng tư để lấy con thỏ bông trút giận đánh để trút hết cơn giận giữ.
- Bố của Nene (ネネちゃんのパパ Nene-chan no Papa?)

Chồng của Sakurada Moeko. Khác với tính cách của vợ mình, anh ấy khá bình tĩnh và rất thích đi xem hoa anh đào.

### Gia đình Sato
- Mẹ của Masao (マサオくんのママ Masao-kun no Mama?)

Masao có khuôn mặt khá là giống đối với cô. Cô rất thích chơi quần vợt và trò chơi điện tử. Ngoài ra cô cũng luôn thích sắp xếp mọi việc
- Bố của Masao (マサオくんのパパ Masao-kun no Papa?)

Bố của Masao là một công nhân và rất hay chán nản. Anh từng nói là đã thành lập ban nhạc trước khi kết hôn, nhưng thật ra đó chỉ là giả.

### Những hàng xóm ở chung cư Matazure
- Koyuki Susan (小雪スサン?)

Tên thật là Genbu Iwao (玄武 岩男). Là người chuyển giới, từng là tổng giám đốc một công ty lớn, giờ làm tiếp viên quán bar. Rất mến mọi người xung quanh (nhất là nhà Nohara) cho dù có kỳ quặc.
- Yonrō (四郎?)

Sinh viên từng thi trượt đại học. Giờ là sinh viên đại học Nông nghiệp Tokyo. Là hàng xóm nhà Nohara, cậu và Shin đã từng làm cho bức vách của chung cư Matazure bị vỡ và hiện giờ bức vách ấy vẫn chưa được sửa. Rất hay ăn ké nhà Nohara nên nhà Nohara khẩu phần ăn bị ít đi.
- Oda Kyūji (汚田 急痔?)

Cảnh sát hình sự thuộc đội điều tra chống ma túy và là thượng cấp của Kyosuke. Ông và cấp dưới thuê phòng 205 và cải trang để theo dõi một băng nhóm tội phạm, đã tìm ra được băng nhóm ấy. Trong một tập ông và Kyosuke đã đến nhà trẻ của Shin.Vì phải cải trang nên nhiều lần bị tưởng lầm là bị vợ bỏ hoặc thậm chí là gãy cả hai tay.
- Nigariya Kyōsuke (苦汁屋 京助?)

Cấp dưới của Kyuri và cũng là một cảnh sát đang theo dõi tội phạm tên là Masuo Suteodio. Cậu phải cải trang để truy bắt tội phạm nên nhiều người nghĩ cậu là mắc bệnh động kinh.
- Omata (オマタ?)

Hoàng tử nước Morodashi thuộc châu Phi, qua Nhật để tìm tình yêu và để ý tới Shinobu. Từng muốn kết hôn với Shinobu nhưng đã bị từ chối. Sau đó anh kết hôn với hôn thê của mình tại Morodashi.
- Yakuzukuri Yū (役津栗 優?)

Cô gái luôn ước mơ trở thành diễn viên kịch nói vá cô đã thực hiện được điều đó. Người dạy cô là Shijimi. Trước đấy cô khá nhút nhát. Sau khi sửa được tính nhút nhát của mình, cô đã đi làm tại đoàn kịch nói Shike.
- Ōya Nushiyo (大家 主代?)

Chủ chung cư Matazure, rất thích trò chơi xếp hình tháp bằng các hàm răng giả. Bà siết chặt kỉ cương ở chung cư khiến mọi người khó chịu. Bà rất quý Himawari như bao trẻ em khác (ngoại trừ Shinnosuke thì bà thường tỏ ra không mấy thiện cảm với cậu). Chồng và con gái của bà đã mất trong 1 vụ tai nạn xe hơi lúc 33 năm về trước. Nghĩa là trước đây bà ghét trẻ con, nhưng giờ quý trẻ em.

### Nhân vật trong phim mà Shin thường xem

#### PhimAction Kamen
- Action Kamen (アクション仮面 Akushon Kamen?)

Nhân vật chính của phim cùng tên mà Shin rất thích xem và hâm mộ cuồng nhiệt. Có vài tuyệt chiêu như: Điện Quang Action, Lốc Xoáy Thần Tốc, Cú Đá Action, Cú Đấm Action,... Có trợ lí là Sakura Mimiko và tiến sĩ Kitakasukabe. Diễn viên đóng là Go Gotaro.
- Sakura Mimiko (桜 ミミ子?)

Trợ lí của Action Kamen và thường hay cung cấp vũ khí và thông tin cho anh ấy. Cô có một người em sinh đôi tên là Sakura Ririko (桜 リリ子) trong bộ phim "Shin - Cậu bé bút chì: Siêu nhân hành động vs. Ma vương áo tắm".
- Tiến sĩ Kitakasukabe (北春日部博士?)

Trợ lí của Action Kamen. Là một người phát minh đến từ thành phố Kasukabe. Xuất hiện trong bộ phim "Shin - Cậu bé bút chì: Siêu nhân hành động vs. Ma vương áo tắm" và "Shin - Cậu bé bút chì: Cơn bão rừng già".

#### PhimKantam Robo
- Kantam Robo (カンタム・ロボ Kantamu Robo?)

Nhân vật chính trong phim cùng tên mà Shin cũng rất thích xem nhưng mà không bằng phim Action Kamen. Có một tuyệt chiêu là Cú Đấm Kantam. Có trợ lí là Yamada John.
- Shira Robo (シーラ・ロボ?)

Vị hôn thê của Kantam Robo. Xuất hiện trong Tập đặc biệt 7-2 "Trận đấu cuối cùng của Kantam Robo!".
- Yamada John (山田 ジョン Yamada Jon?)

Đồng nghiệp của Kantam Robo. Rất cần thiết cho việc biến hình của Kantam Robo. Xuất hiện trong bộ phim "Shin - Cậu bé bút chì: Trận đấu mãnh liệt! Người bố Robot phản công".
- Akira (あきら?)

Bạn của Yamada John.

#### PhimMoe-P
- Moe-P (もえP Moe Pī?)

Nhân vật chính trong phim cùng tên mà Kazama hay xem. Là một cô bé phép thuật 7 tuổi đến từ một đất nước phép thuật. Luôn giúp đỡ Hazuki khi gặp rắc rối.
- Hazuki (葉月?)

Một cô bé 8 tuổi đến từ quận Nerima. Luôn được Moe-P giúp đỡ mỗi khi gặp rắc rối.

#### PhimCô phù thủy nhỏ Mari
- Shiwasu Mari (師走 マリー Shiwasu Marī?)

Nhân vật chính trong phim Cô phù thủy nhỏ Mari (ふしぎ魔女っ子マリーちゃん Fushigi Majokko Marī-chan). Là một nữ sinh 16 tuổi đến từ Vương quốc phép thuật, do bị điểm kém tại trường học ma pháp mà bây giờ phải chuyến đến lớp 10A của trường học cấp 3 ở thế giới loài người. Trong mỗi tập phim, cô đều bị các bạn khác trong lớp phát hiện ra thân phận thực sự của mình khi biến hình nên cô ấy phải bắt đầu mọi thứ một lần nữa. Học rất kém nên dở về môn đại số. Có các tuyệt chiêu như: Sóng Thần Điện Tích, Cú Nháy Mắt Bão Tố, Nụ Hôn Cuồng Phong, Ánh Sáng Tình Yêu Trái Tim Thiếu Nữ,...
- Saint (セイン Sein?)

Em trai của Mari. Đã bị nguyền rủa bởi ma thuật của Syla nên đã biến thành con rái cá.
- Kannazuki Syla (神無月 シーラ Kannazuki Shīra?)

Ác nhân chính của bộ phim và đồng thời cũng là đối thủ của Mari. Cố ấy cũng có ma thuật và luôn dùng chúng để đánh bại Mari. Cô luôn mặc một bộ váy gợi cảm nên Shinnosuke và Hiroshi rất thích.
- Naoki (ナオキ?)

Bạn học cùng lớp của Mari và đang có cảm tình với cô ấy. Vẫn làm bạn bè như bình thường của Mari cho dù cô ấy có phép thuật hay không nữa.
- Mika (ミカ?)

Bạn học cùng lớp của Mari.
- Thầy Yamaoka (山岡先生 Yamaoka-sensei?)

Giáo viên chủ nhiệm của lớp 10A.

### Nhân vật khác
- Ōhara Nanako (大原 なな子?)

Sinh viên đại học tình cờ gặp Shin khi Shin bị bụi vào mắt. Shin rất thích cô. Cô rất yêu trẻ con nên đã xin vào trường sư phạm (nhưng ở tập 30 bản manga thì cô lại nói mình là sinh viên Kinh tế), Shin tình cờ biết được điều này khi ngủ ở lại nhà của cô.
- Ōhara Shijuro (大原 四十郎?)

Bố của Nanako và là một tiểu thuyết gia nổi tiếng. Là người bố rất quan tâm tới con nhưng hay thể hiện tình cảm đó một cách thái quá. Không ưa Shin bởi vì ông cho rằng cậu ăn tiền của Nanako nhưng khi ai làm gì liên quan Nanako thì ông và Shin lại hợp tác với nhau.
- Mẹ của Nanako (ななこ のママ?)

Vợ của Ōhara Shijuro.
- Kandadori Shinobu  (神田鳥 忍?)

Bạn thân của Nanako, là vận động viên đô vật, đã từ bỏ tình yêu của mình với Omata để tiếp tục ước mơ trở thành vận động viên đô vật chuyên nghiệp.
- Tiến sĩ Kitayono (北與野 博士?)

Nhân vật trong phần phụ chương là một ông tiến sĩ phát minh ra những thứ gây chấn động (tuy những phát minh ấy thường bị hủy bỏ). Shin thường gọi nhầm ông là: bác "chiến sĩ".
- Họa sĩ Yoshii Usuto (よしいうすと?)

Nhập thân của chính tác giả Usui Yoshito. Họa sĩ của bộ truyện tranh "Biệt đội ninja". Ông có một thói quen kì quặc là luôn xem phân của mình để đánh giá tình trạng sức khỏe mỗi ngày của ông (nhưng có nhiều tập truyện có dòng chữ: "do hoạ sĩ bận đột xuất nên không thể tiếp tục").
- Cô Monro (?)

Hàng xóm của Shin. Rất hay sang nhờ vả bố con Shin. Rất xinh đẹp nhưng có khẩu vị kì quặc.
- Osamu (?)

Con của cô Monro.Có cách ăn nói chanh chua khiến bố Shin rất ghét.
- Ryuko (?)

Học sinh cấp 3 có biệt danh là Ryuko cá muối. Đội trưởng nhóm Tam cô nương hành động (sau đổi thành Bọ Cạp Đỏ). Luôn hi sinh vì lợi ích của nhóm và hay giúp đỡ mọi người. Cũng không ưa Shin vì nhóm hay bị cu Shin đến phá rối. Có nhiều bí mật như hay mặc quần lót trẻ con, nữ tính hoặc là người hâm mộ cuồng nhiệt của Thủy thủ Mặt Trăng.
- Gin (?)

Học sinh cấp 3 có biệt danh là Gin mắt ếch. Thuộc nhóm Tam cô nương hành động.
- Mari

Học sinh cấp 3 có biệt danh là Mari tàn nhang. Thuộc nhóm Tam cô nương hành động.
- Kuroiso (?)

Vệ sĩ của Ai. Rất hay bị Ai giả vờ tố cáo tội để được đến nhà Shin. Chú cũng đã từng bị cô Ageo nhờ làm sư phụ để dạy những cách làm vệ sĩ như độn thổ, trốn vào trong cây, toilet...
- Ketamote Kitamono (ケタモテ北モノ)

Người hàng xóm rất hóng hớt, có biệt danh là Loa phát thanh của khu phố, hay buôn chuyện với mẹ Shin, tuy nhiên rất yêu quý gia đình Nohara. Thế nhưng chồng cô Kitamono không thể tiết lộ. Cô ấy thích buôn chuyện vì vậy cô ấy thường xuyên được nhìn thấy đang trò chuyện với Misae. Cô cũng nhận Bạch Tuyết trong khi Nohara phải chuyển tạm thời đến một căn hộ. Cô ấy biết tiếng Anh, điều này cho phép cô ấy hiểu rất rõ cháu trai của mình Robert McGuire.
- Vợ chồng Hatogaya: Yoshirin &Micchi (鳩ヶ谷夫婦：ヨシリン＆ミッチー)
- Vợ chồng mới cưới, dọn về ở gần nhà Nohara, yêu thương nhau quá mức đến kì quặc, hay sang nhờ vả, ăn chực và không có ý tứ nên nhà Nohara rất ghét.
- Robert McGuire

Robert McGuire (ロ ベ ル ト マ ク ガ イ ヤ ー Roberuto Makugaiyā) là cháu trai của Kitamoto. Anh là con trai của chị gái Kitamoto và là người Mỹ chủ yếu sống ở Mỹ, nhưng đôi khi anh vẫn ở nhà của Kitamoto. Shin gọi anh ấy là "Robeto". Đôi khi anh ấy chơi với Shin và bị buông lỏng bởi niềm tin vô nghĩa rằng họ là phong tục của Nhật Bản. Lúc đầu, anh ấy không thể nói được bất kỳ tiếng Nhật nào nên anh ấy sẽ hiểu lầm mọi thứ và rất ngây thơ với văn hóa Nhật Bản nên anh ấy coi mọi thứ Shin sẽ nói với anh ấy rất quan trọng. Theo thời gian và với sự giúp đỡ của Shin, anh ấy đã học được ngôn ngữ này và thậm còn được làm giáo viên dạy tiếng Anh ở Nhật Bản tại một trường Eikaiwa. Trong một tập phim, anh ấy bắt đầu quan tâm đến kiếm đạo và luyện tập trong võ đường của Kenta Musashino.
Anh đã từng phải lòng Nanako Oohara. Mặc dù được cho là mang dòng máu lai Nhật Bản, anh ấy vẫn có những nét đặc trưng của người Caucasian điển hình - tóc vàng, mắt xanh và mũi nhọn.
- Kuriyo Urima (Nữ tiếp thị đến từ địa ngục)

Kuriyo Urima (売間 久里代) (Saleslady from Hell) (27 tuổi), Hishi trong bản lồng tiếng Vitello và Phuuz, là một nữ nhân viên bán hàng đến từ Kasukabe, người xuất hiện lần đầu tiên trong tập 48b. Cô bị Shinnosuke nhầm lẫn với đồng tính. Người phụ nữ này là một nhân viên bán hàng tận nơi cho một công ty sản xuất sách và băng cassette âm thanh cho trẻ nhỏ. Thật không may cho "người phụ nữ" này, ngoại hình của cô ấy có xu hướng khiến trẻ nhỏ sợ hãi, điều đó có nghĩa là doanh số bán hàng của cô ấy thật đáng thương.
Shin-chan cũng tin chắc rằng người phụ nữ này thực sự là một người đàn ông. Tuy nhiên, điều này không ngăn cản cô ấy và cô ấy đã lên núi để được đào tạo nghiêm ngặt về nghệ thuật bí mật của những người bán hàng du lịch. Tuy nhiên, thói quen thổi một nụ hôn của cô ấy khiến cột sống của Shin-chan ớn lạnh (có khi là hơn 1 người kể cả Shin), ngay cả khi cô ấy đi được nửa đường quanh thị trấn.
Kutsuzoko Atsuko
Kutsuzoko Atsuko, 18 tuổi [ bản manga ] là hàng xóm của mẹ Misae, trong bản anime thì cô ấy là một cư dân của chung cư Matazure thay cho hoàng tử Omata. Tính cách hậu đậu, hay cãi vã với chồng. Phong cách ăn mặc rất sành điệu như giày cao gót, son môi, cột thêm các chùm tóc,... Con gái của cô là Kutsuzoko Atsumi.
Kutsuzoko Atsumi
Con gái của Atsuko, hay còn gọi là ' Mi '. 2 tuổi, phong cách giống mẹ. Khi giận Atsuko, cô bé hay lấy gỉ mũi và bôi lên người mẹ cô bé.